# 渓仙峡
渓仙峡（けいせんきょう）は、大分県由布市庄内町大字野畑にある阿蘇野川沿いの峡谷。夜見渡峡谷（よみどきょうこく）、夜見渡渓谷とも呼ばれる。

## 概要
九重連山東麓の黒岳（標高1,586m）に源を発する大分川水系の阿蘇野川が流域の火山岩を侵食して形成された峡谷で、由布市庄内町の岩下地区から夜見渡地区までの約4kmに及ぶ。大分百景のひとつに選定されている。
川畔にはケヤキの木立が並ぶ。峡谷の両側の岩峰にはモミジやシャクナゲが茂り、春の新緑や秋の紅葉で知られる。
下流には不言の滝があり、さらに、夜見渡付近には、夜見渡滝（落差12m）や明治40年（1907年）に架けられた石造アーチ橋の夜見渡橋がある。夜見渡は黄泉戸とも書かれ、幽谷の趣がある。

## 交通
- 鉄道・バス：JR九州久大本線天神山駅よりバス約20分、渓仙峡停留所または夜見渡停留所下車。
- 自動車：国道210号から大分県道621号田野庄内線経由。